# Hoplolatilus fronticinctus
Hoplolatilus fronticinctus är en fiskart som först beskrevs av Günther, 1887.  Hoplolatilus fronticinctus ingår i släktet Hoplolatilus och familjen Malacanthidae. Inga underarter finns listade i Catalogue of Life.